# 332 (číslo)
Tři sta třicet dva je přirozené číslo, které následuje po čísle tři sta třicet jedna a předchází číslu tři sta třicet tři. Římskými číslicemi se zapisuje CCCXXXII a řeckými číslicemi τλβ.

## Matematika
332 je:
- Deficientní číslo
- Nešťastné číslo
- Nepříznivé číslo

## Astronomie
- (332) Siri je planetka hlavního pásu, kterou objevil v roce 1892 Max Wolf

## Doprava
- Silnice II/332 je česká silnice II. třídy vedoucí na trase Lysá nad Labem – Milovice – Krchleby[1]

## Roky
- 332
- 332 př. n. l.